# Eleccions legislatives al Kazakhstan de 2016
El 20 de març de 2016 es van celebrar eleccions legislatives al Kazakhstan. La data va ser fixada pel president Nursultan Nazarbàiev el 20 de gener de 2016, quan va dissoldre el Majilis després que aquest hagués sol·licitat la seva dissolució el 13 de gener, adduint com a motiu la crisi econòmica causada pels baixos preus del petroli. Normalment, el mandat del Majilis hauria expirat a la tardor de 2016.
El resultat va ser una esperada victòria de Nur Otan en els sondejos a peu d'urna, que va obtenir un escó més, mentre que el Partit Democràtic Ak Zhol i el Partit Popular Comunista del Kazakhstan van mantenir la seva presència en el Majilis. L'Organització per a la Seguretat i la Cooperació a Europa (OSCE) es va queixar de la falta d'«opcions polítiques genuïnes» i de «pluralisme d'opinió en els mitjans de comunicació».

## Context
Des de 2014, el Kazakhstan havia experimentat una crisi econòmica a conseqüència de la caiguda del preu del petroli, del qual depèn en gran manera per a obtenir ingressos, i de la devaluació del tenge kazakh provocada per Rússia, veí i principal soci comercial del país, que s'enfrontava a una crisi financera a conseqüència de les sancions internacionals per la crisi de Crimea i la guerra de Donbàs.
En les eleccions presidencials kazakhs de 2015, el president Nursultan Nazarbàiev va obtenir el 97,7% dels vots, sense que hi hagués candidats de l'oposició. A partir d'aquí, va anunciar que l'estímul econòmic Nurli Jol continuaria sent la màxima prioritat per a fer front als problemes econòmics i que les sancions contra Rússia no poden romandre per sempre, creient que el conflicte a Ucraïna acabaria finalment en pau. Malgrat les promeses, el preu del petroli va continuar caient i les exportacions del Kazakhstan es van reduir un 40%. L'agost de 2015, el tenge va perdre un 5% del seu valor enfront del dòlar. El president del Banc Nacional del Kazakhstan, Khairat Kelimbetov, va rebutjar les acusacions de devaluació de la moneda afirmant que «es tracta d'una transició a un tipus de canvi de lliure flotació, quan el mateix mercat determina un tipus de canvi equilibrat en funció de l'oferta i la demanda». No obstant això, la taxa d'inflació va caure un 3,7% des de principis d'any a causa dels baixos preus del petroli i a la feblesa de la demanda interna. L'octubre de 2015, el tenge es va devaluar un 40% i la taxa d'inflació va tornar a pujar un 13% a la fi d'any.
El 13 de gener de 2016, els membres del Majilis van votar per unanimitat sol·licitar a Nazarbàiev la dissolució del Parlament. El motiu va ser l'advertiment de Nazarbàiev sobre una possible «crisi real» que s'aveïnava, causada pels baixos preus del petroli. Una setmana després, Nazarbàiev va fixar el 20 de març de 2016 com a data per a les eleccions anticipades, que se celebrarien al mateix temps que les eleccions als mäslihats (òrgans legislatius locals).

## Sistema electoral
Els 98 membres directament triats dels mäslihats van ser triats en una circumscripció única d'àmbit nacional per representació proporcional amb un llindar electoral del 7%. Els escons s'assignen pel mètode dels màxims residus. Si els partits obtenen el mateix nombre d'escons, s'assigna l'escó al partit registrat en primer lloc. Si només un partit superava el llindar, el partit amb el segon major nombre de vots havia d'obtenir almenys dos escons. Altres nou escons eren triats per l'Assemblea del Poble, un òrgan seleccionat pel president.